# Fquih Ben Salah
Fquih Ben Salah, Fquih Ben Saleh, Fkih Bensalah ou Beni Amir (em árabe: الفقيه بن صالح; romaniz.: al-Faqīh Bin Şālah̨) é uma cidade do centro de Marrocos, capital da província homónima, que faz parte da região de Tadla-Azilal. Em 2004 tinha 82 407 habitantes e estimava-se que em 2012 tivesse 96 157 habitantes.
A cidade, que deve o nome a um marabuto (santo) que está ali sepultado (Uáli Sale), situa-se nos contrafortes da cordilheira do Médio Atlas, na região de Beni Amir, 175 km a sudeste de Casablanca, 190 km a nordeste de Marraquexe e cerca de 40 km a noroeste de Beni Mellal. Os habitantes tradicionais da região, os Beni Amir, são originários da Andaluzia e foram ali instalados pelo sultão Mulei Ismail (r. 1672–1727) para controlarem a importante via Fez-Marraquexe. A cidade teve origem num soco (mercado) semanal realizado às quartas-feiras aonde acorriam as tribos da região. A importância estratégica da cidade não passou despercebida aos primeiros colonizadores franceses. 
As principais atividades económicas da região são a agropecuária (oliveiras, cereais, fruta, legumes, etc.), mas nas últimas décadas as remessas dos numerosos emigrantes, sobretudo em Espanha e Itália, também contribui muito significativamente para a economia da região. Desde a década de 1940 que Fquih Ben Salah é sede de uma agência regional para a promoção da agricultura.